# Histoires d'immortels
Histoires d'immortels est le vingt-deuxième tome, et le dixième volume de la deuxième série, de La Grande Anthologie de la science-fiction.
Préfacé par Jacques Goimard, le recueil est publié en 1984, et réunit dix-neuf nouvelles parues entre 1939 et 1974.

## Publication
- Jacques Goimard (dir.), Histoires d'immortels, Le Livre de poche n°3784, 1984, 443 p., 11 x 16,5 cm  (ISBN 2-253-03371-5).

## Extrait de la préface
« La science-fiction a créé bien des personnages d'immortels. Elle n'a pas créé le thème de l'immortalité, qu'elle doit à la théologie ; celle-ci de son côté l'a hérité de la mythologie (…).

Le premier travail a été d'inventer l'immortalité de l'âme. On pourrait le croire facile, tant cette notion est courante aujourd'hui ; pourtant il prit des siècles. (…)

L'idée que nous nous acheminons vers une civilisation terminale, où l'immortalité sera conquise et la liberté perdue, où l'apothéose individuelle entraînera un naufrage cosmique, n'a cessé de se renforcer depuis vingt ans dans la S.-F., parallèlement au puissant courant de critique de la société contemporaine qui a occupé le devant de la scène. (…) »
— Extraits de la préface

## Liste des nouvelles

### Neuf cents grand-mères
- Titre original : Nine Hundred Grandmothers
- Auteur : R. A. Lafferty
- Nouvelle traduite de l’anglais par Jacques Polanis, initialement parue dans If n°99, février 1966.
- Résumé :

### Quelque chose pour rien
- Titre original : Something for Nothing
- Auteur : Robert Sheckley
- Nouvelle traduite de l’anglais par Marcel Battin, initialement parue dans Galaxy Science Fiction n°43, juin 1954.

### Le Prix à payer
- Titre original : The Price
- Auteur : Algis Budrys
- Nouvelle traduite de l’anglais par Michel Deutsch, initialement parue dans The Magazine of Fantasy & Science Fiction n°105, février 1960.
- Résumé : À la suite d'une terrible catastrophe (une guerre nucléaire ?), il reste bien peu d'êtres humains sur Terre. Que faire pour s'en sortir ? Quelques survivants savent qu'on gardait incarcéré un homme immortel : on lui demande de révéler le secret de l'immortalité. L'immortel accepte, mais il y aura un « prix à payer » : ceux qui voudront devenir immortels deviendront comme lui, laid, borgne et bossu. Et aussi à moitié fou. Il faudra qu'ils changent, et de toute façon ils n'ont pas le choix : c'est à prendre ou à laisser…

### Nous ferons route ensemble
- Titre original : And Thou Beside Me
- Auteur : Mack Reynolds
- Nouvelle traduite de l’anglais par Bruno Martin, initialement parue dans The Magazine of Fantasy & Science Fiction n°35, avril 1954.
- Résumé :

### L’Homme tortu
- Titre original : The Gnarly Man
- Auteur : L. Sprague de Camp
- Nouvelle traduite de l’anglais par Françoise Serph, initialement parue dans Unknown n°4, juin 1939.
- Résumé :

### La Substitution
- Titre original : The Changeling
- Auteur : Gene Wolfe
- Nouvelle traduite de l’anglais par Jean Bailhache, initialement parue dans Orbit n°3, 1968.
- Résumé :

### La Dernière fois
- Titre original : The Last Time Around
- Auteur : Arthur Sellings
- Nouvelle traduite de l’anglais par Robert Berghe, initialement parue dans New writings in SF n°12, 1968.
- Résumé :

### La Suite au prochain rocher
- Titre original : Continued on Next Rock
- Auteur : R. A. Lafferty
- Nouvelle traduite de l’anglais par Dominique Haas, initialement parue dans Orbit no 7, 1970.
- Résumé :

### Le Dernier Fantôme
- Auteur : Stephen Goldin.
- Titre original : The Last Ghost.
- Nouvelle traduite de l’anglais par Bruno Martin, initialement parue dans Protostars, 1971.
  - Autre publication dans Univers 06 sous le titre Le Dernier Spectre.
- Résumé : Les êtres humains ont accédé à la technologie permettant de transférer ses souvenirs sur support informatique. Une fois que cela est fait, l'Esprit peut accéder à un état supérieur de conscience. Une femme a fait ce choix. Elle rencontre un autre Esprit, qui lui indique qu'il est une sorte de « Passeur » : il est chargé d'indiquer aux nouveaux arrivants le moyen d'accéder à l'état supérieur de conscience. Mais il est seul, et très seul. Il a oublié son nom, son identité ; une chose reste ancrée en lui : il a envie. Envie de quoi ? Il ne le sait plus lui-même ; il a envie, c'est tout, une terrible « envie de », d'où une terrible frustration.
- Liens externes : 
  - Notice sur Noosfère
  - Notice sur iSFdb

### Les Vitanuls
- Titre original : The Vitanuls
- Auteur : John Brunner
- Nouvelle traduite de l’anglais par Paul Alpérine.
- Parution :
  - initialement parue dans The Magazine of Fantasy & Science Fiction n°194, juillet 1967.
  - la nouvelle est aussi parue dans l'anthologie Autres dieux, autres mondes (1971).
- Résumé :

### Descente au pays des morts
- Titre original : Down Among the Dead Men
- Auteur : William Tenn
- Nouvelle traduite de l’anglais par Pierre Billon, initialement parue dans Galaxy Science Fiction n°43, juin 1954.
- Résumé :

### Play Back
- Titre original : Play Back
- Auteur : J. T. M'Intosh
- Nouvelle traduite de l’anglais par Paul Hébert, initialement parue dans Galaxy Science Fiction n°49, décembre 1954.
- Résumé :

### Invariant
- Titre original : Invariant
- Auteur : John Pierce
- Nouvelle traduite de l’anglais par Jacques Polanis, initialement parue dans Astounding Science Fiction n°161, avril 1944.
- Résumé :

### Service funèbre
- Titre original : Funeral Service
- Auteur : Gerard F. Conway
- Nouvelle traduite de l’anglais par Jacques Polanis, initialement parue dans Universe 2 en 1972.
- Autre publication : Univers 07.
- Résumé :

### Le Chemin de croix des siècles
- Titre original : Cross of Centuries
- Auteur : Henry Kuttner
- Nouvelle traduite de l’anglais par Catherine Grégoire, initialement parue dans Star Science Fiction Stories n°4, novembre 1958.
- Résumé :

### Le Dernier Train pour Kankakee
- Titre original : Last Train to Kankakee
- Note : Kankakee est une ville de l'Illinois.
- Auteur : Robin Scott
- Nouvelle initialement parue dans Again, Dangerous Visions en 1972.
- Résumé : Nouvelle étrange dans laquelle un homme est « puni » par des forces divines à être damné, vivant plusieurs résurrections, jusqu'à ce que tous les atomes de son corps se dispersent sur la planète. Au bout d'un temps inimaginable, ses atomes se trouvent partout dans l'univers, et il devient une sorte de dieu : sa damnation est alors absolue bien qu'étant devenu dieu.

### Partenaire mental
- Titre original : Mind Partner
- Auteur : Christopher Anvil
- Nouvelle traduite de l’anglais par Michel Deutsch, initialement parue dans Galaxy Science Fiction n°106, août 1960.
- Résumé :

### Lettre à un phénix
- Titre original : Letter to a Phoenix
- Auteur : Fredric Brown
- Nouvelle traduite de l’anglais par Marcel Battin, initialement parue dans Astounding Science Fiction n°225, août 1949.
- Résumé : Le narrateur est un homme qui est né il y a bien longtemps. Mais touché par les radiations atomiques, il a acquis, sans le vouloir, le don d'immortalité. Ou plus précisément, la faculté de vieillir très lentement : il vieillit d'une heure tous les quarante-cinq ans. Touché par les radiations à 21 ans, il a aujourd'hui, physiquement, 34 ans, mais il a vécu 180 000 ans. Pendant cette durée de vie, il a connu de multiples civilisations ; il a connu des dizaines de régimes politiques ; il a aimé des milliers de femmes ; il est allé sur Mars, sur Pluton ; il a visité la Galaxie, et est même allé sur une autre galaxie. Il a vu des guerres atomiques, des civilisations retourner à l'état de poussière ; il a vu des peuples anéantis, des continents submergés. D'ailleurs, il était là lorsque la planète située entre Mars et Jupiter a été détruite lors d'une guerre interplanétaire ; il était là lorsqu'on a rencontré pour la première fois des civilisations extraterrestres ; il a aussi vu mourir de telles civilisations extraterrestres. Mais il a une chose à déclarer : seule l'espèce humaine est immortelle. Il le sait, il en est certain. Pourquoi l'espèce humaine est-elle immortelle ? Parce qu'elle se détruit à intervalles périodiques. Par suite de guerres, d'épidémies, de catastrophes, elle pulse en des mouvements d'expansion qui prennent des milliers d'années avant de voir ses civilisations s'entretuer et remettre les compteurs à zéro. Mais dans l'intervalle, elle essaime dans l'espace ; elle se répand dans la Galaxie. Et quand la Terre sera anéantie lorsque le Soleil deviendra une supernova, les centaines d'autres mondes conquis par l'espèce humaine continueront leur propre vie : des civilisations galactiques seront bâties, avant de s'effondrer. C'est comme ça, c'est l'humanité : elle vit, elle meurt, elle renaît, et ainsi de suite. L'espèce humaine est un phénix qui ne mourra jamais. C'est à elle que s'adresse le narrateur.

### Les Circuits de la grande évasion
- Titre original : Great Escape Tours, Inc.
- Auteur : Kit Reed
- Nouvelle traduite de l’anglais par Dorothée Tiocca, initialement parue dans Final Stage, 1974.
- Résumé :